# Austria en los Juegos Paralímpicos de Heidelberg 1972
Austria estuvo representada en los Juegos Paralímpicos de Heidelberg 1972 por un total de 32 deportistas, 22 hombres y 10 mujeres.

## Medallistas
El equipo paralímpico austríaco obtuvo las siguientes medallas:
| Nombre         | Deporte       | Evento                                       |
| -------------- | ------------- | -------------------------------------------- |
| Oro            |               |                                              |
| Schoosleitner  | Atletismo     | Disco 4 masculino                            |
| Josef Jager    | Atletismo     | Pentatlón 2 masculino                        |
| Rosa Schweizer | Tenis de mesa | Individual 2 femenino                        |
| Ingrid Voboril | Tenis de mesa | Individual 3 femenino                        |
| Equipo         | Tenis de mesa | Equipo 2 femenino                            |
| Equipo         | Tenis de mesa | Equipo 3 femenino                            |
| Plata          |               |                                              |
| Maria Schitter | Atletismo     | Jabalina 4 femenino                          |
| Emilie Schwarz | Atletismo     | Peso 3 femenino                              |
| Josef Greil    | Atletismo     | 100 m 3 masculino                            |
| Josef Jager    | Atletismo     | Jabalina 2 masculino                         |
| Schoosleitner  | Atletismo     | Peso 4 masculino                             |
| Ilse Scharf    | Tenis de mesa | Individual 2 femenino                        |
| Bronce         |               |                                              |
| Emilie Schwarz | Atletismo     | 60 m silla de ruedas 3 femenino              |
| Hermina Kraft  | Atletismo     | Jabalina de precisión clase abierta femenino |
| Josef Greil    | Atletismo     | Disco 3 masculino                            |
| Josef Jager    | Atletismo     | Peso 2 masculino                             |
| Equipo         | Tenis de mesa | Equipo 4 femenino                            |
| Equipo         | Tenis de mesa | Equipo 3 masculino                           |